# 垦丰街道
垦丰街道，是中华人民共和国河北省唐山市曹妃甸区下辖的一个街道办事处。
2016年，河北省民政厅批复同意将唐海镇所辖的交化街、中心街、新立一街、新立二街、桥西一街、桥西二街、通北、四季华庭8个居民委员会从唐海镇划出，设立垦丰街道办事处。垦丰街道办事处驻垦丰大街64号。

## 行政区划
垦丰街道下辖以下地区：
新立一街社区、新立二街社区、桥西一街社区、桥西二街社区、交化街社区、中心街社区、通北社区和四季花庭社区。